# Barrio Amón
El Barrio Amón es un barrio ubicado en la ciudad de San José, capital de Costa Rica. Es uno de los siete barrios en los que se divide el distrito de El Carmen, en el sector noreste del cantón central de San José. Se le considera uno de los barrios históricos del casco urbano josefino, conocido principalmente por su arquitectura de finales del siglo XIX y principios del siglo XX, que lo convirtió en uno de los primeros barrios elegantes de esta capital. En él pueden encontrarse casas y edificios de los más variados estilos: victoriano, ecléctico, neoclásico, neomudéjar y otros, rompiendo con el esquema colonial de casas de adobe y bahareque que dominaban en esa época el paisaje de San José. En la actualidad, el Barrio Amón continúa siendo un barrio residencial, aunque gran parte de los antiguos edificios y casas se han convertido en oficinas, pequeños hoteles, tiendas de antigüedades, cafés, bares, restaurantes y clubes nocturnos, pero siempre conservando la elegancia original que da fama al sitio.

## Toponimia

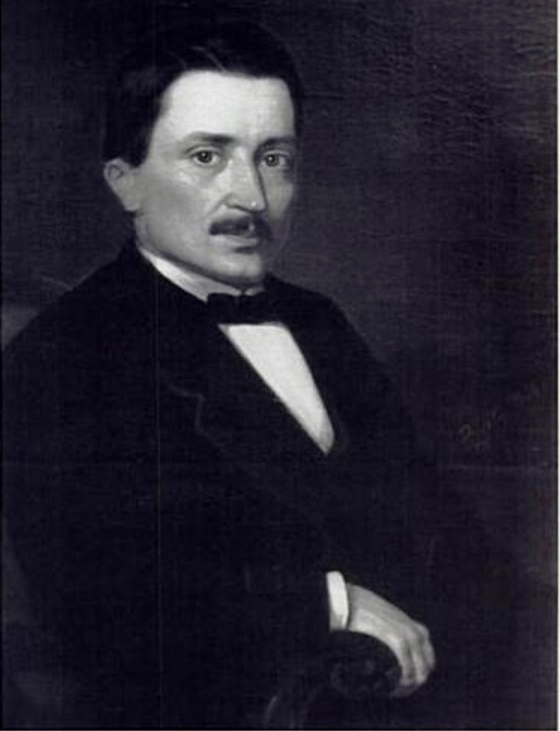
Retrato por Aquiles Bigot de Amon Fasileau-Duplantier, de quien toma nombre el Barrio Amón.

El nombre del barrio surge a partir del empresario cafetalero francés Amón Fasileau-Duplantier, conocido como Monsieur Amón, quien inmigró a Costa Rica a finales del siglo XIX. Era cuñado de Hipólito Tournón Captenat y representante legal de su familia, la cual era propietaria de un beneficio de café ubicado en los predios donde se ubica hoy el Barrio Amón. Estos terrenos habían sido adquiridos en 1864 por Tournón para agrandar las propiedades dedicadas a la siembra del café, por aquella época, el principal motor de la economía nacional. En 1892, Amón propuso a la Municipalidad de San José la creación de un barrio en esta zona de la ciudad, dado que aquellos terrenos, por aquel tiempo, eran un foco de suciedad e inundaciones ya que no existían en esa zona cañerías que permitieran la evacuación de las aguas cuando llovía. Amón, natural de Burdeos, se había casado con una costarricense de nombre María Machado, y residía en una elegante vivienda en las cercanías del río Torres, cerca de los límites actuales del Barrio Amón. En 1894, se firmó un contrato en el que se estipulaba que la Municipalidad le pagaría a Amón por la construcción de las calles y las aceras hasta que fueran construidas las viviendas. Es a partir de este momento cuando la zona pasa a ser conocida como Barrio Amón.

## Historia
La formación del Barrio Amón fue parte de un proceso de crecimiento mayor de la ciudad de San José durante la última década del siglo XIX, consecuencia de una nueva organización socio-espacial de la capital costarricense, que estuvo aunado a la creación de un gran eje de comunicación interurbano (la Calle de la Estación), así como sitios de recreación y ornato. Este proceso fue consecuencia de la riqueza generada por el comercio internacional del café, gracias al cual San José logró consolidarse como el centro de la política, la cultura, el comercio, los servicios y las comunicaciones del país, un proceso iniciado desde mediados del siglo XIX con la construcción de cañerías, alumbrado eléctrico, líneas de tranvía y telégrafo.
La construcción de la Calle de la Estación fue el resultado de la política liberal que gobernó Costa Rica durante esta época, la cual se proponía promover una nueva concepción de la burguesía nacional y la consolidación del concepto de la nación con la edificación de monumentos nacionales y la creación de símbolos cívicos y patrióticos. La elección de este sitio fue motivado por la existencia en él de la estación del ferrocarril al Atlántico, que marcaba la entrada principal a la ciudad. También se contaba con la intención de crear un paseo urbano que permitiera embellecer la capital, en un sitio que iba desde el parque nacional hasta el Parque Morazán, los principales espacios urbanos de la ciudad, convirtiendo a este sitio en eje protagónico de la vida citadina con la construcción de diversos edificios de gran relevancia para la misma, como la Casa Amarilla, el Edificio Metálico, el Templo de la Música del Parque Morazán y el Parque España frente a la Fábrica Nacional de Licores. La Calle de la Estación, adornada por la siembra de árboles de dama y frecuentado también por elegantes señoritas de la alta sociedad que daban paseos en sus alrededores, pasó a ser conocido como Paseo de las Damas. Todo esto motivó la migración de figuras de la política y ciudadanos nacionales y extranjeros con la intención de poblar los terrenos cercanos a este incipiente centro cívico y cultural de la capital costarricense.
En 1897, el territorio fue dividido en lotes, y comenzó a poblarse en las primeras tres décadas del siglo XX. A partir de allí, el Barrio Amón se convirtió en el asiento de la burguesía capitalina. En él se asentaron personajes de la clase política, inmigrantes adinerados y costarricenses enriquecidos por el comercio del café, la producción de caña de azúcar, el cultivo del banano y los distintos proyectos ferroviarios y de instalación de corriente eléctrica que caracterizaron la década de 1890. La creación del Barrio Amón significó una rotación en la forma de asentamiento acostumbrada en la capital costarricense, que giró hacia la construcción de barrios exclusivos a lo largo del siglo XIX y principios del siglo XX. El Barrio Amón pasó a ser conocido como el primer barrio residencial de la burguesía cafetalera de San José.

## Ubicación
El Barrio Amón se encuentra delimitado de la siguiente forma, al norte por el Río Torres y avenida 13, al sur por avenida 7, al este con calle 9, y al oeste por la calle Alfredo Volio Jiménez.

## Arquitectura
Las viviendas del Barrio Amón vinieron a romper con la tradicional construcción colonial caracterizada por casas de adobe, bahareque y teja que predominaban en San José a finales del siglo XIX. La diferenciación, sin embargo, se dio solamente en las fachadas, porque los interiores de las viviendas, con contadas excepciones, siguió el mismo ordenamiento que el de las casas coloniales.
No obstante, en el Barrio Amón, la arquitectura vino a ser reflejo de la riqueza y la ostentación de sus habitantes, pertenecientes a la clase burguesa: amplios jardines, una construcción más alejada de las aceras y viviendas protegidas por rejas de hierro para marcar simbólicamente ese alejamiento de la calle. Predominaron cuatro estilos: ecléctico, victoriano, neoclásico y segundo imperio. El estilo mudéjar también se encuentra presente en las viviendas conocidas como el Castillo del Moro y la Casa de Mariano Álvarez Mengar.

### Edificios del Barrio Amón
Muchos de los edificios del Barrio Amón han sido declarados patrimonio histórico-arquitectónico de Costa Rica.
| Imagen | Nombre                                        | Estilo arquitectónico | Descripción |
| ------ | --------------------------------------------- | --------------------- | --- |
|        | Alianza Francesa                              | Neoclásico            | Sede de la Alianza Francesa en San José. Desde 1965, esta asociación cultural tiene su sede en esta casa centenaria sobre calle 5 y avenida 7, declarada monumento histórico. La Alianza Francesa es una asociación costarricense sin fines de lucro cuyos objetivos son la enseñanza del francés, la difusión de la cultura francesa y el intercambio cultural entre Francia y Costa Rica. La construcción de esta casa en el límite sur del Barrio Amón marcó el inicio del cambio arquitectónico urbanístico de esta parte de San José. El edificio cuenta con estructuras metálicas prefabricadas traídas de Francia, Bélgica y Estados Unidos en 1890, incluidas el techo, las buhardillas, las columnas, la ornamentación y los arcos. |
|        | Casa Verde                                    | Victoriano            | La antigua casa del matrimonio entre Carlos Saborío Iglesias y Cecilia González Ramírez, conocida popularmente como Casa Verde, se encuentra ubicada entre avenida 9 y calle 7, en barrio Amón. Fue construida a principios del siglo XX, durante el auge del comercio cafetalero en Costa Rica. Originalmente de una sola planta, en la actualidad consta de dos plantas, la primera, de concreto con paredes de ladrillo, y una segunda hecha de madera. De arquitectura victoriana, posee buhardillas en ventanas, tejados con pendientes pronunciadas, celosías de madera, pórtico con columnas estilizadas y un antejardín. Fue adquirida y restaurada por el Tecnológico de Costa Rica en 2015, y declarada patrimonio histórico-arquitectónico en 2018. |
|        | Casa de Alejo Aguilar Bolandi                 | Neocolonial           | Construida en 1920 por el cafetalero Alejo Aguilar Bolandi, en el pasado reciente también perteneció a la familia del expresidente y Premio Nobel de la Paz Óscar Arias Sánchez, actualmente es un hotel y club nocturno dirigido a extranjeros. Ocupa 872m² de superficie, conserva sus características originales desde su construcción, tiene un jardín frontal y corredores con balaustrada, arcos, techo de teja, columnas de madera, y una torre. En el contorno de la torre, un balcón con rejas de hierro forjado corona la vivienda. |
|        | Casa del General José Joaquín Tinoco Granados | Victoriano            | En esta vivienda habitó José Joaquín Tinoco Granados, Ministro de Guerra del país durante la dictadura de su hermano Federico Tinoco Granados (1917-1919). A José Joaquín se le considera históricamente el verdadero hombre fuerte de ese régimen, que cayó luego de su asesinato a solo una cuadra de esta casa. Aunque su estilo es victoriano, la casa está construida con bahareque y su interior en madera. Fue edificada en 1910. Se ubica en la avenida nueve y calle tercera y se caracteriza por la profusa decoración de los marcos de las ventanas y de su ornamentación, tanto en madera como en metal (cenefas, pináculo, arcos, columnas, crestería) y especialmente en el frontón del bay window que se yergue en la esquina de la cuadra. |
|        | Casa Huete Quirós                             | Victoriano            | Construida en 1912 por Rafael Huete Quirós y su esposa Amelia Quirós Alvarado, se encuentra ubicada entre avenida 9 y calles 1 y 3. En 1938, el reconocido arquitecto y pintor costarricense Teodorico Quirós Alvarado erigió un departamento al costado oeste de la edificación, sobre el garaje, y lo integró en su fachada. Se encuentra ubicada al lado de la Casa de Joaquín Tinoco, con la que conforma una unidad arquitectónica al ser ambas de fuerte influencia victoriana, tener las verjas, el muro de la entrada, y el antejardín a un mismo nivel y poseer el mismo diseño en el muro y la decoración en las verjas de hierro. Ambas viviendas poseen un corredor frontal, y un zaguán de entrada a la vivienda, lo mismo que un patio interior. Es patrimonio arquitectónico del país desde 2012. |
|        | Casa de Mariano Álvarez Mengar                | Mudéjar               | Construida en 1910 por el vicecónsul español Mariano Álvarez Mengar, se caracteriza por sus paredes de ladrillo y sus arcos de medio punto de influencia arabesca. |
|        | Casa de Mario González Feo                    | Victoriano            | Esta vivienda perteneció al escritor Mario González Feo. En ella se distinguen dos momentos constructivos: una primera fase de arquitectura victoriana y otra con ladrillo rojo. Conserva elementos decorativos como escenas de El Quijote, murales que reproducen frescos del Giotto, obras de Francisco Amighetti, pinturas de Gonzalo Morales Alvarado y vitrales de Luisa González. Es patrimonio histórico-arquitectónico desde 1998. |
|        | Casa Obregón Loría                            | Criollo               | Perteneció a la familia Obregón Loría, la cual ha dado al país historiadores de amplia trayectoria como Rafael Obregón Loría y Clotilde Obregón Quesada. La casa fue construida en 1910 por el arquitecto italiano Adriano Arie Vaselli. Hecha de ladrillo rojo y amarras de hierro, en el interior posee un patio central. La fachada recuerda la herencia colonial: puerta central con dos ventanas a cada lado, edificada sobre la acera, con decoraciones sobre las ventanas y las paredes, hechas también por Arie Vaselli. |
|        | Casa 927                                      | Neoclásico            | Ubicada en calle 3 y avenida 11. Construida en 1940 en concreto armado, es una vivienda de dos pisos, de las pocas que se construyeron en Barrio Amón. Esquinera, pintada en color blanco, posee una torre central en la entrada, donde se distinguen dos juegos de columnas de estilo clásico a cada lado de la puerta principal. Actualmente se ubica en ella una galería de arte y diseño artesanal y un café, que funciona como espacio cultural para el Barrio Amón. |
|        | Castillo del Moro                             | Mudéjar               | Es un edificio de dos plantas que asemeja una fortaleza múdejar, se caracteriza por la profusión de elementos arabescos como arcos en forma de herradura, una cúpula de bronce, ménsulas y mosaicos españoles con escenas de El Quijote y reproducciones de las pinturas de Goya. Construido por el español Anastasio Herrero Vitoria (1930), es obra del catalán Gerardo Rovira y fue antigua residencia de monseñor Carlos Humberto Rodríguez Quirós. Actualmente es residencia privada y café-restaurante. |
|        | Hotel Britannia                               | Victoriano            | Originalmente fue una casa de habitación construida por el inmigrante español Cipriano Herrero del Perano, acaudalado productor y exportador de café. Posee una fachada decorativa de estilo victoriano, mientras que la vivienda fue remodelada en 1993 para dar lugar al hotel, construido en ladrillo y cemento. Cuenta con paredes tapizadas y adornos y muebles clásicos. El restaurante se encuentra ubicado en lo que solía ser la cava de la residencia. Posee jardines exteriores y corredores con balaustrada. |
|        | Hotel Taormina                                | Victoriano            | Es un imponente edificio de estilo victoriano, de los más grandes de todo el Barrio. Actualmente funciona como un hotel, restaurante y casino. |
|        | Hotel Don Carlos                              | Victoriano            | Fue construido en 1947 por el arqueólogo y artista procedente de Liechtenstein, Carlos Balser, en la intersección de calle 9 y avenida 9, y originalmente se llamó Pensión Canadá, la cual se caracterizó por alojar científicos que visitaban el país. El sitio donde se levanta este hotel fue ocupado alguna vez por las residencias de los expresidentes de Costa Rica Tomás Guardia Gutiérrez y Julio Acosta García. Los pisos son de madera, así como las camas y el resto de la mueblería, de la que unas son traídas de Bélgica. El hotel posee un espacio llamado "Sala Colonial", en donde esa época revive mediante una decoración de una vitrola, una máquina de coser, ruedas de carretas típicas restauradas, sofás cenizos y un piano de madera. El edificio se distingue porque a un costado posee una serie de mosaicos que reproducen escenas de Concherías, poesía costumbrista del escritor costarricense Aquileo Echeverría (foto de la derecha). |

## Zoológico Simón Bolívar
El Parque Zoológico y Jardín Botánico Nacional Simón Bolívar se localiza al noreste de Amón, cerca del Barrio Otoya. El parque tiene una extensión de 2 hectáreas y media; y es el primer zoológico y jardín botánico de la historia de Costa Rica, además se encuentra ubicado sobre la margen del río Torres. Alberga distintos ejemplares de mamíferos, reptiles, aves, anfibios y peces y conserva el único humedal natural protegido que se puede encontrar en la ciudad de San José.